# PeR
PeR는 라트비아의 밴드이다.